# 福村裕史
福村 裕史（ふくむら ひろし、1953年3月15日 - ） は、日本の物理化学者。東北大学名誉教授。元仙台高等専門学校校長。

## 人物・経歴
東京都生まれ。八戸育ち。青森県立八戸高等学校を経て、1976年東北大学理学部化学第二学科卒業。1983年年東北大学大学院理学研究科化学専攻博士後期課程修了、理学博士。
1983年通商産業省工業技術院大阪工業技術試験所研究員。1987年通商産業省工業技術院大阪工業技術試験所主任研究官。1988年京都工芸繊維大学繊維学部高分子学科助手。1991年大阪大学工学部応用物理学科助手。1992年大阪大学工学部応用物理学科講師。1995年大阪大学大学院工学研究科応用物理学専攻助教授。
日本原子力研究所先端基礎研究センター客員研究員兼務を経て、大阪大学大学院工学研究科増原宏研究室から、1998年に東北大学大学院理学研究科有機物理化学研究室教授に着任。2000年光化学協会賞受賞。2006年東北化学同窓会会長。同年日本化学会学術賞受賞。
2011年から2014年まで東北大学大学院理学研究科長・理学部長を務め、2016年に東北大学を退職。同年仙台高等専門学校校長、東北大学名誉教授。全国高等専門学校連合会理事等も務めた。2021年仙台高等専門学校校長退任。2023年光化学協会功績賞受賞。